# Conseil canadien des Églises
 (septembre 2014).
Si vous disposez d'ouvrages ou d'articles de référence ou si vous connaissez des sites web de qualité traitant du thème abordé ici, merci de compléter l'article en donnant les références utiles à sa vérifiabilité et en les liant à la section « Notes et références ».
Le Conseil canadien des Églises (en anglais : Canadian Council of Churches) est un organisme œcuménique au Canada qui rassemble une vingtaine d'Églises de traditions anglicane, orthodoxe orientale, orthodoxe, protestante et catholique. Ensemble, ces dénominations représentent 85 % des Chrétiens du Canada, faisant de l'organisation le plus grand organisme œcuménique au Canada.

## Rôle
Le Conseil canadien des Églises s'inscrit dans le mouvement œcuménique qui se développa au Canada au XXe siècle, c'est-à-dire qu'il recherche l'unité pour les Églises divisées et cherche à rappeler aux Chrétiens qu'ils partagent tous les mêmes missions du Christ pour la reconciliation, la paix, la dignité et la justice pour l'ensemble de la communauté.

## Histoire
Le Conseil canadien des Églises a été fondé le 28 septembre 1944.
Le conseil a beaucoup collaboré au dialogue œcuménique qui a eu lieu à partir du concile Vatican II et des déclarations Unitatis Redintegratio et Ut Unum Sint. Toutefois, les Églises membres ne prennent pas de décisions communes.

## Églises membres
- Archidiocèse du Canada de l’Église orthodoxe d’Amérique
- Armée du Salut
- Assemblée annuelle canadienne de la Société religieuse des Amis (en)
- Association canadienne pour les libertés baptistes (anciennement l'Alliance baptiste atlantique)
- Conférence des évêques catholiques du Canada
- Diocèse canadien de l’Église orthodoxe arménienne
- Église anglicane du Canada
- Église catholique apostolique (en) du Canada
- Église baptiste de l’Ontario et du Québec (en)
- Église baptiste de l’Ouest du Canada (en)
- Église catholique nationale polonaise du Canada
- Église catholique ukrainienne
- Église chrétienne (Disciples du Christ) du Canada
- Église épiscopale méthodiste britannique (en) (membre associé)
- Église évangélique luthérienne au Canada
- Église mennonite du Canada
- Église orthodoxe copte du Canada (en)
- Église orthodoxe éthiopienne Tewahedo du Canada
- Église orthodoxe ukrainienne du Canada
- Église presbytérienne du Canada
- Église réformée chrétienne en Amérique du Nord
- Église syrienne Mar Thoma
- Église unie du Canada
- Métropole orthodoxe grecque de Toronto
- Synode régional du Canada de l'Église réformée en Amérique

### Membres affiliés
- Centre Knowles-Woodsworth de théologie et de politique publique
- Citoyens pour la justice publique
- Friendship Ministries Canada
- Leprosy Mission Canada
- Mission de la rue Yonge

## Participation internationale
Le Conseil canadien des Églises est enregistré auprès des Nations unies et participe à des conférences et des commissions mondiales sur des sujets religé au financement du développement,  à l'installation de réfugiés et aux droits de l'homme. Le conseil est également un participant au Sommet du monde des chefs religieux (en) (World Summit of Religious Leaders) en parallèle avec les sommets politiques du G8/G20 chaque année. En 2010, le conseil a également fourni le leadersip pour ce sommet alors que le Canada était l'hôte du sommet international à Winnipeg au Manitoba.